# The Druid’s Graves

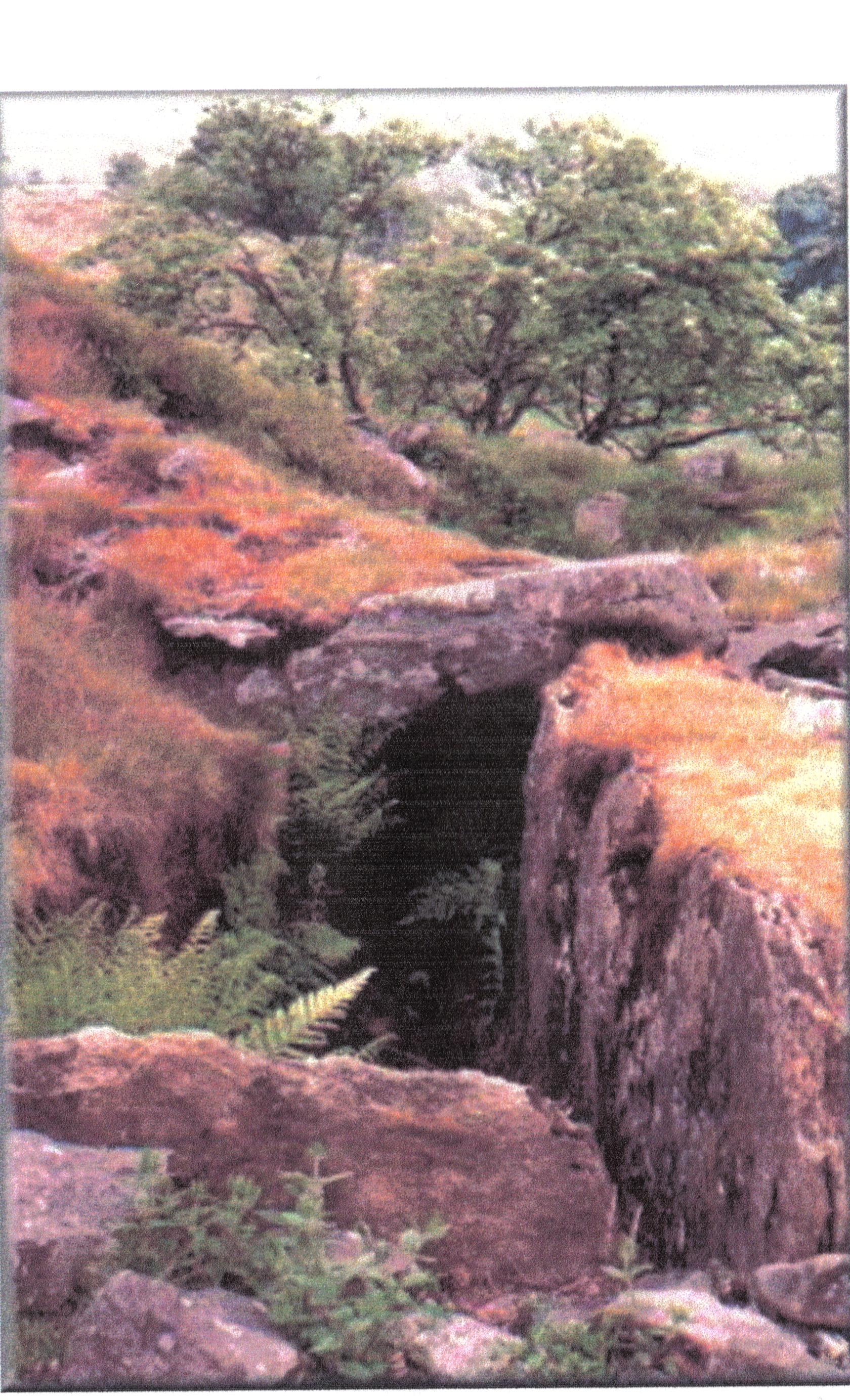
The Druid’s Graves

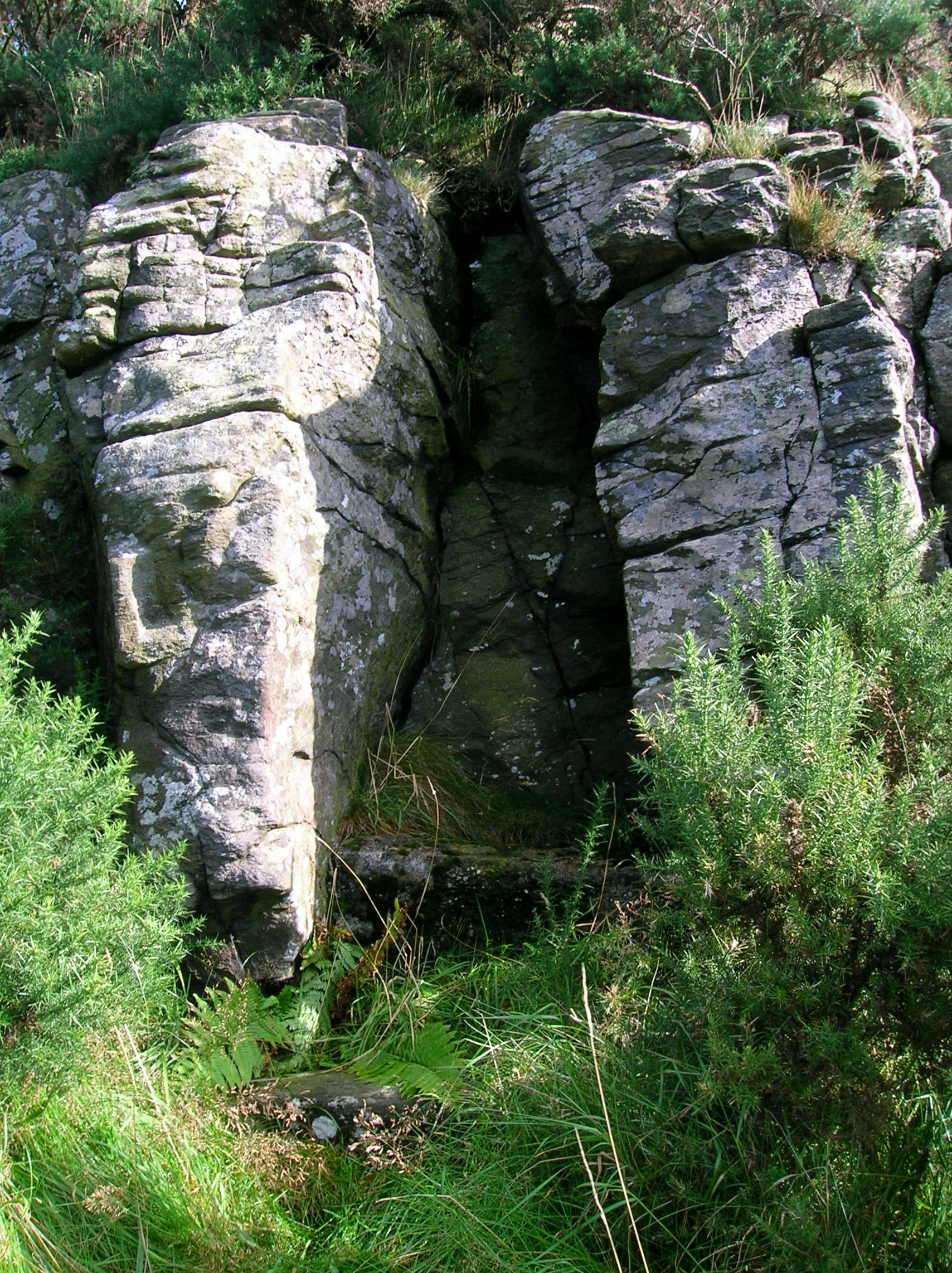
St Inan’s Chair

The Druid’s Graves, (oder Caves; auch „Beith rocking stone“  bzw. „St Inan’s Chair“ oder „Cuff Hill Plantation“ genannt) am Cuff Hill, bei Beith in North Ayrshire in Schottland, ist ein etwa 5000 Jahre alter ovaler Cairn von etwa 50 m Länge und 20 m Breite aus geschichteten Steinen. 
Der jungsteinzeitliche Hügel enthielt fünf Steinkisten oder Steingräber und kann einen Zugang gehabt haben. 
Der vom Typ her einzigartige Cairn der Bargrennan-Gruppe war unversehrt, bis Arbeiter im 19. Jahrhundert beim Bau der „Threepwood Road“ Steine entfernten, aber schließlich durch den Grundeigentümer gestoppt wurden. 1813 wurden zunächst vier Steinkisten gefunden und bei Ausgrabungen um 1863/64 eine weitere. Eine Suche nach weiteren Kammern erfolgte 1874. Heute sind noch drei Kammern oder Kisten aus großen Steinplatten erhalten. 
Zu den Funden, darunter einige menschliche Knochen und Leichenbrand, gibt es nur wenige Aufzeichnungen.